# Jan Chorushij
Jan Chorushij (* 19. März 2003 in Borghorst (Steinfurt)) ist ein deutscher Fußballspieler.

## Karriere
Nach seinen Anfängen in der Jugend von Arminia Ochtrup, des FC Schalke 04 und des FC Twente Enschede wechselte er im Sommer 2021 in die Jugendabteilung des VfL Osnabrück. Obwohl er für die A-Junioren-Bundesliga vorgesehen war, kam er dort auch zu seinem ersten Einsatz im Profibereich in der 3. Liga, als er am 28. August 2021, dem 6. Spieltag, beim 3:0-Auswärtssieg gegen Türkgücü München in der 89. Spielminute für Sebastian Klaas eingewechselt wurde. 